# Смаглюк, Дмитрий Силович
Дмитрий Силович Смаглюк (1915, с. Благовещенка, Верненский уезд, Семиреченская область, Российская империя) — советский колхозник, тракторист, Герой Социалистического Труда (1948).

## Биография
Родился в 1915 году в крестьянской семье в селе Благовещенка Верненского уезда Семиреченской области Туркестанского края Российской империи (ныне — село Кайнар, Кордайский район, Жамбылская область, Казахстан).
В 1930 году вступил в колхоз имени Будённого, где работал рядовым колхозником. В 1937 году окончил курсы трактористов и устроился на работу на Успеновскую МТС.
Участвовал в Великой Отечественной войне. Во время войны вступил в ВКП(б). После демобилизации возвратился в Казахстан и продолжил работу на Успеновской МТС. В 1945 году был назначен бригадиром тракторной бригады.
В 1947 году тракторная бригада под руководством Дмитрия Смаглюка выполнила план на 150 %, сэкономив 2,5 тонн горючего. В этом году бригадой был обработан участок площадью 189 гектаров, на котором было собрано по 22,2 центнера зерновых с каждого гектара. За этот доблестный труд 28 марта 1948 года он был удостоен звания Героя Социалистического Труда.

## Награды
- Орден Красной Звезды (13 января 1944);
- медаль «Серп и Молот» (28 марта 1948);
- Орден Ленина (28 марта 1948);
- медаль «За боевые заслуги» (18.12.1942).